# 内田智之
内田 智之（うちだ ともゆき、3月9日 -）は、日本の作曲家、ミュージシャン。ソニー・ミュージックパブリッシング所属作家。主に「Mr.T」名義でBEMANIシリーズのゲームの制作にも携わっている。

## 経歴
幼い頃から音楽が身近にある環境で育ち、小学生のころからヤマハ音楽教室へ通いエレクトーンを習い始める。特にゲーム好きだったことも高じてゲームミュージックに魅力を感じ、父親が所有していたカセットMTRを使って音楽を作り始める。中学生の頃には自室に音楽環境を整え、当時のアーケードゲームのカバーMIDI音源の作成を行っていた。このころシーケンサーとして、ヤマハ・QX3を購入している。
その後、東京音楽大学へ進学し、卒業。このころにQX3からDigital Performerへ制作環境を一新、以降現在に至るまでのメインDAWとなる。YAMAHAの1997年度MIDI作品コンテストにおいて審査員特別賞を受賞。
1999年にコナミに入社。pop'n musicのサウンドスタッフとして働くとともに、2000年にKEYBOARDMANIA 2ndMIXへ「Ride on the Light」を楽曲提供し、作曲家としてデビュー。その後も主に「Mr.T」名義でbeatmania IIDXやpop'n musicへの楽曲提供を続ける。
2002年、当時セガで働いていた実弟の内田裕之（うちだ ひろゆき）とともに音楽ユニット「ウッチーズ」を結成。作詞とボーカルを裕之が、作曲と編曲・キーボードを智之が務める。
2004年、ウッチーズの活動へ本格的にシフトするためにコナミを退社。同じ頃に裕之もセガを退社し、共にフリーの作曲家となる。このころ、「ウッチーズ」からユニット名を「Dream Line Out」(略称:DLO)へ変更。このきっかけは親交のある劇団の団長から「芸人っぽい」とアドバイスされたことだという。なお、DLOへの名前変更後もウッチーズの名義も併用しており、完全に使用をやめたわけではない。
2009年ごろよりソニー・ミュージックパブリッシングに所属。J-POPなどへの作曲・編曲をする一方、かつて所属していたコナミのBEMANIシリーズへの楽曲提供も続けている。
YouTubeチャンネルは2009年から所有していたが、2020年を境に本格的に始動。自身が過去に制作した楽曲をセルフリメイクして公開したり、DLOのライブ配信、音楽制作の過程公開、ゲームのプレイ動画や電子工作など、自身の趣味から広がったジャンルの動画をアップロードしている。
趣味はゲーム・電子工作・料理。ゲームは特にメガドライブやPCエンジン、1980・90年代のアーケードゲームが好きで、スターソルジャーやグラディウス、ダライアスなどの音楽を自分の制作環境で再現して公開している。電子工作も本格的なキットを所持しており、故障したゲームハードを改造したり修理したりするのに役立てている。

## 作風
DAWによる打ち込みをふんだんに使用したエレクトロ・ポップやトランスを得意とする。
特に「ZERO-ONE」製作時に自らが命名した「ELECTROSHOCK」（エレクトロショック）というジャンルの音楽は、上述のような音楽の中にファミコンなどを想起させる、いわゆるピコピコ音を組み込んだもので、内田の主力かつファンからの人気も高いジャンルとして挙げられる。
ウッチーズを結成したころからボーカル曲も製作している。ここではフュージョンのような電子音を多用したものからバラードのようなゆったりとした静かなサウンドまで幅広く手掛ける。
他にも全て内田兄弟の声のみ（アカペラ）で構成された「MAGICAL VOICE SHOWER」やBPMが400という高速テクノ「DUE TOMORROW」、あえて生楽器風に仕上げたバラード曲「desolation」など、特定のジャンルにこだわらない様々な作風を見せる。

## 主な作品

### BEMANIシリーズに提供した主な楽曲
特に明記しない限り「Mr.T」名義での発表。
KEYBOARDMANIA
- Ride on the Light
- To the 44883

beatmania IIDX
- RIDE ON THE LIGHT (HI GREAT MIX)  - 『KM』収録の同曲の別バージョン
- fly though the night
- Free Style - 「Shapes」名義
- Burning Heat! (Full Option Mix)  -  「Mr.T with Motoaki. F」名義、ゲーム『グラディウスII』のBGMのリミックス
- ZERO-ONE
- airflow
- dual control
- xenon
- fun
- u gotta groove -extend joy style- - 『beatmania』収録のdj nagureoの同曲のリミックス
- desolation
- GRADIUS -FULL SPEED- - ゲーム『グラディウス』のBGMのリミックス
- どんなときも。 - 「Mr.TとBrother Hiro」名義、槇原敬之の同曲のカバー
- A-JAX (3-WAY MIX) - ゲーム『A-JAX』のBGMのリミックス
- EXE
- 大桟橋 - 「ウッチーズ」名義
- Don't let it go - 「ウッチーズ」名義
- vault of heaven
- Enjoy your life - 「Mr.T plus H」名義
- DUE TOMORROW
- first emotion
- 叶うまでは - 「ウッチーズ」名義
- XENON II 〜TOMOYUKIの野望〜

pop'n music
- micro dream
- Tropical Pallete
- theme of pop'n land
- ぼくってウパ? - ゲーム『バイオミラクル ぼくってウパ』ステージ1BGM「A Rattle Samba」のアレンジ
- GOONIES "R" GOOD ENOUGH - シンディ・ローパーの同曲をゲーム『グーニーズ』に近いリミックスにしたもの
- fantasy suitcase - 『ee'MALL 2nd avenue』配信曲
- MAGICAL VOICE SHOWER - 「ウッチーズ」名義
- 大桟橋（伊呂波調） - 「内田兄弟」名義、『IIDX』の同曲の別バージョン
- Save you - 「ウッチーズ」名義
- Let's go out! - 「ウッチーズ ♡ Noria」名義
- microwave popcorn
- ボクモ、ワタシモ、ムービースター☆ - 「ウッチーズZ」名義
- 青春ピコピコRock'n Roll - 「ウッチーズZ」名義
- attack in the minor key
- 僕の気持ちを描く - 「Mr.T feat. NU-KO」名義
- forever under construction - 「Tomoyuki Uchida」名義
- おめでとう！おたんじょうび - 「ウッチーズ」名義　pop'n music稼働20周年記念に配信されたもの
- Mystery at the bar - 「Tomoyuki Uchida」名義
- ココロコースター - 「ウッチーズ」名義
- ミラクル☆喫茶 -「Tomoyuki Uchida」名義

Dance Dance Revolution
- Burning Heat! (3 Option Mix) - 「Mr.T with Motoaki. F」名義、『IIDX』の同曲の短縮バージョン
- xenon

jubeat
- electro peaceful
- attack in the minor key
- athletic meet of sound toy

ノスタルジア
- Surf on the Light - 「Tomoyuki Uchida」名義
- insist - 「Tomoyuki Uchida feat.秋成」名義
- Drive in Sunday - 「Tomoyuki Uchida」名義

### BEMANIシリーズ以外に提供した主な楽曲
イ・ドンゴン
- 「BELIEVER」（作曲）

CROWN POP
- 「青春Bicycle」（作曲）

CHEMISTRY
- 「Believe」（作曲）

ji ma ma
- 「約束」（作曲）

乃木坂46
- 「涙がまだ悲しみだった頃」（作曲）

bump.y
- 「One Emotion」（作曲・編曲）
- 「colors」（作曲・編曲）

3B junior
- 「ベリメリ・クリスマス」（作曲・編曲）

マジェスティックセブン
- 「友情のPlanet」（作曲）

Hey! Say! JUMP
- 「INFINITY」（作曲）

細谷佳正、浜田賢二
- 「ありがとうの代わりに」（作曲・編曲）- アニメ「黒子のバスケ」イメージソング

僕が見たかった青空
- 「好きになりなさい」（作曲・編曲）

宮野真守、渡辺明乃、高平成美
- 「それが僕らの道しるべ」（作曲・編曲）- アニメ「ソウルイーター」イメージソング

キタコレ
- 「Shall We 運命?」 - (作曲)